# 심재욱
심재욱(1977년 6월 25일 ~ )는 대한민국의 희극 배우이다.

## 출연작

### 방송
- 웃찾사 (SBS)